# 市石英三郎
市石 英三郎（いちいし えいざぶろう）は、日本の建築家。長野市信州新町名誉町民第5号。

## 来歴
1911年（明治44年）にヤン・レツル・アンド・ホラ合資会社に入所する。1912年（明治45年）、工手学校建築科（現・工学院大学建築学部）を卒業した。1913年（大正2年）から1914年（大正3年）にかけて、レツルの元で広島県物産陳列館（現在の原爆ドーム）の設計を担当した。
1915年（大正4年）から宮内省内匠寮督役に就任。1916年（大正5年）、内匠寮生となる。
1921年（大正10年）には宮内技手となり、1931年（昭和6年）より内匠寮臨時帝室博物館造営課兼工務課に勤務した。
この間、1924年（大正13年）に千葉県君津郡金田村立金田尋常高等小学校（現・木更津市立金田小学校）の木造校舎設計図を手がけたが、鉄筋コンクリート製の校舎に変更されたため、日の目を見なかった。
1937年（昭和12年）宮内技師となる。新宿御苑の施設群の設計にかかわった。
1961年（昭和36年）に設立された長野市立信州新町中学校の体育館『愛郷講堂』を設計した。

## 寄稿文
- 「原爆ドームとヤンレツル」『建築雑誌』83（1002），1968年10月
- 「苑 病院建築に就て」（5回連載）『日本医事新報』日本医事新報社 1926年4月号 - 1927年5月号